# Olula del Río
Olula del Río és una localitat de la província d'Almeria, Andalusia. L'any 2005 tenia 6.358 habitants. La seva extensió superficial és de 23 km² i té una densitat de 276,4 hab/km². Les seves coordenades geogràfiques són 37° 21′ N, 2° 17′ O. Està situada a una altitud de 482 metres i a 103 quilòmetres de la capital de la província, Almeria.

## Demografia
| 1996  | 1998  | 1999  | 2000  | 2001  | 2002  | 2003  | 2004  | 2005  | 2006  |
| ----- | ----- | ----- | ----- | ----- | ----- | ----- | ----- | ----- | ----- |
| 6.165 | 5.952 | 6.008 | 5.927 | 6.049 | 6.141 | 6.338 | 6.272 | 6.358 | 6.405 |